# Barraca de vesc (la Galera)
La Barraca de vesc és una obra de la Galera (Montsià) inclosa a l'Inventari del Patrimoni Arquitectònic de Catalunya.

## Descripció
Barraca per a caçar al vesc construïda amb murs de pedra en sec.
El sistema de caça està basat en la creació d'un parany a l'entorn d'un arbre per a caçar tords a la tardor. El mecanisme és disposar el parany a les branques altes on l'ocell es para. Es caça a la nit. La construcció consisteix en un mur de pedra en sec d'uns 0,60 x 0,70 m d'amplada 1,30 -1,50 m d'alçada situat fent un cercle que està tot envoltat d'arbres. Té una porta per accedir-hi i unes finestres baixes que donen claror a la nit.